# Maison espagnole (Luxeuil)
La maison espagnole est un édifice situé à Luxeuil-les-Bains, en France.

## Localisation
L'édifice est situé sur la commune de Luxeuil-les-Bains, dans le département français de la Haute-Saône.

## Historique
L'édifice est inscrit au titre des monuments historiques en 1971.